# モリンズビルカレッジ
モリンズビルカレッジはニュージーランド、ワイカトのモリンズビルにある公立高校です。 2025年3月現在、year 9からyear 13までの約785人の生徒が在学しています。(約13歳から18歳)
モリンズビルカレッジは、1877年に設立され1923年にモリンズビル地区高等学校になりました。 
モリンズビル地区高等学校は1950年にモリンズビルスクール(小学校)とモリンズビルカレッジの2つの学校に分かれました。

## 在籍
2024年7月1日現在、モリンズビルカレッジには、192人のマオリ人、30人のパシフィック人、81人のアジア人、586人のヨーロッパ系人、留学生が13人、その他が15人います。
2025年の時点で、モリンズビルカレッジのエクイティ・インデックス（Equity Index）は478であり、生徒たちが平均以上の社会経済的な障壁を抱えている学校の一つに位置づけられます（これは旧制度のデシル4にほぼ相当します）。
- 公式ウェブサイト
- Education Review Office (ERO) からのモリンズビルカレッジのレポート